# Highway Addressable Remote Transducer
Pour les articles homonymes, voir Hart.
Highway Addressable Remote Transducer (HART) est un protocole de communication utilisé depuis le milieu des années 1980 en contrôle industriel pour communiquer numériquement avec des capteurs ou actionneurs dits intelligents.

## Principe
Le protocole HART consiste à enrichir une boucle de courant 4–20 mA, classiquement utilisée de manière analogique, en y superposant un courant alternatif de valeur moyenne nulle, dont la modulation de fréquence véhicule des informations de manière numérique.
Le WirelessHART est une version sans fil de ce protocole.

## Histoire
Le protocole HART est introduit en 1985 ou 1986 par Rosemount Inc. (en), un fabriquant de capteurs, filiale d'Emerson. Le protocole est transféré en juillet 1993 à l'HART Communication Foundation,, une organisation sans but lucratif créée à cet effet et basée à Austin au Texas.